# آرثر كينسلا
آرثر كينسلا هو سياسي نيوزيلندي، ولد في 15 يناير 1918، وتوفي في 4 مارس 2004. انتخب وزير التعليم ‏ (20 ديسمبر 1963 – 22 ديسمبر 1969) وانتخب عضو مجلس النواب النيوزيلندي ‏.